# On ne change pas (chanson)
Singles de Céline Dion
S'il suffisait d'aimer
(1999) Treat Her Like a Lady
(1999)
Clip vidéo
[vidéo] « On ne change pas », sur YouTube
On ne change pas est une chanson de la chanteuse canadienne Céline Dion parue sur son seizième album S'il suffisait d'aimer (1998). Elle est écrite et produite par Jean-Jacques Goldman et co-produite par Erick Benzi. La chanson est sortie le 1er mars 1999 comme le troisième et dernier single commercial de l'album. On ne change pas a atteint la première place du palmarès québécois pendant six semaines. Ailleurs, le single a culminé à la 11e place en Pologne, la 16e place en Belgique francophone et la 17e place en France.

## Sortie et contexte
Après le succès de D'eux, qui est devenu l'album francophone le plus vendu de tous les temps, Céline Dion a retrouvé Jean-Jacques Goldman pour enregistrer un autre album ensemble. L'album S'il suffisait d'aimer a été enregistré entre septembre 1997 et juillet 1998, et produit par Goldman et Erick Benzi. On ne change pas, écrit par Goldman, a été choisi comme troisième single. Il est sorti le 1er mars 1999 en France et le 15 mars 1999 en Belgique. Les paroles évoquent l'enfance et l'adolescence. Céline Dion a admis qu'elle se sentait toujours comme « une petite fille de Charlemagne », au Québec. Elle a souvent interprété la chanson lors de ses concerts. En 2005, la chanson a été incluse dans sa compilation On ne change pas.

## Clip vidéo
Le clip vidéo de On ne change pas a été réalisé par Gilbert Namiand et sorti en mars 1999. La seule apparition de Céline Dion dans le clip est sous la forme d'une photo prise avec sa classe d'école primaire à l'âge de huit ans. Une deuxième version du clip a été sortie plus tard, contenant des séquences similaires, mais aussi plusieurs scènes de Dion dans le studio d'enregistrement, ainsi que des fragments de ses précédents clips et concerts. En 2005, la version originale du clip a été incluse dans la compilation DVD des plus grands succès de Céline Dion, On ne change pas.

## Liste des chansons
- CD single (France)

1. On ne change pas – 4:08
2. Sur le même bateau – 4:25

## Classements
| Classement (1999)                       | Meilleure position |
| --------------------------------------- | ------------------ |
| Belgique (Flandre Ultratop 50 Singles)  | 50                 |
| Belgique (Wallonie Ultratop 50 Singles) | 16                 |
| Europe (European Hot 100 Singles)       | 64                 |
| France (SNEP)                           | 17                 |
| Pologne (ZPAV Airplay)                  | 11                 |
| Québec (ADISQ)                          | 1                  |

| Classement (1999)                                            | Position |
| ------------------------------------------------------------ | -------- |
| France (SNEP)                                                | 85       |
| Belgique (Wallonie Ultratop 50 Singles)                      | 70       |
| Belgique (Wallonie Ultratop 50 Singles, titres francophones) | 29       |

## Reprises
Ce titre fait partie de la bande originale du film Mommy de Xavier Dolan, sorti en 2014. À l'écoute de cette chanson, les trois personnages principaux, interprétés par	Anne Dorval, Antoine Olivier Pilon et Suzanne Clément, dansent et chantent ensemble, constituant l'une des scènes majeures du film.